# زولت ناغي
زولت ناغي (بالمجرية: Nagy Zsolt)‏ هو لاعب كرة قدم مجري، ولد في 25 مايو 1993 في سيكشفهيرفار في المجر. لعب مع نادي مول فيدي.

## وصلات خارجية
- زولت ناغي على موقع الاتحاد الأوربي (الإنجليزية)
- زولت ناغي على موقع قاعدة بيانات كرة القدم.إي يو (الإنجليزية)
- زولت ناغي على موقع ناشيونال فوتبول تيمز (الإنجليزية)
- زولت ناغي على موقع Soccerway.com (الإنجليزية)
- زولت ناغي على موقع عالم كرة القدم.نت (الإنجليزية)